# 한국사기
한국사기(韓國史記)는 2017년 1월 1일부터 2017년 3월 19일까지 매주 일요일 밤 9시 40분에 KBS 1TV에서 방송되는 10부작 팩추얼 다큐드라마이다. 기원전 10만년전 선사 시대부터 삼국 시대까지를 배경으로 하였으며 성공여부에 따라 후속 시리즈를 추가 편성할 예정이다.

## 기획 의도
한반도에 최초의 인류가 등장한 구석기 시대부터 신라에 의해 삼국이 통일된 시기까지의 과정을 국가와 민족, 정치와 외교, 자주와 외세의 관점에서 살펴 오늘의 ‘단일 민족 국가, 대한민국(大韓民國)’이란 우리의 국가적 정체성 형성의 근원을 밝힌다.

## 출연진

### 자문
- 연세대학교 조태섭 교수
- 한불구석기연구소 공수진 박사
- 경희대학교 성춘택 교수
- 경희대학교 공우석 교수
- 전북대학교 안동춘 교수
- 전북대학교 김상진 교수
- 국립문화재연구소 임종덕 박사
- 가톨릭관동대 성모병원 성형외과 송지영 교수
- 중국과학원 고대인류 연구실 주임 진창주 교수
- 중국과학원 고대인류 연구실 주임 류우 교수
- 부산대 고고학과 임상택 교수
- 한국문물연구원 정의도 원장
- 부산근대역사관 하인수 관장
- 국립김해박물관 임학종 관장
- 울산암각화박물관 이상목 관장
- 동북아역사재단 장석호 박사
- 동아대 고고미술사학과 김재현 교수
- 전남대 문화인류고고학과 김민구 교수
- 경희대학교 강인욱 교수
- 단국대학교 이종수 교수
- 세종대학교 하문식 교수
- 인하대학교 서영대 교수
- 한국교원대학교 송호정 교수
- 경북대학교 주보돈 교수
- 서울대학교 임기환 교수
- 한국전통문화대학교 이도학 교수
- 한성백제박물관 김기섭 과장
- 이은철 도검장
- 대전대학교 이한상 교수
- 충남대학교  박순발 교수
- 한신대학교 이남규 교수
- 응사 박종오
- 응사 박용순
- 우석대학교 조법종 교수
- 동국대학교 윤명철 교수
- 동북아역사재단 김현숙 박사
- 전통무예 십팔기보존회 박금수 박사
- 한국 금석문각자 예술연구원 전홍규 원장
- 경북대학교 이상훈 교수
- 서울대학교 노태돈 교수
- 중원대학교 서영교 교수
- 숙명여자대학교 채금석 교수
- 한민족전통마상무예격구협회

### 등장인물
1편 인간의 조건 
- 정유현 : 모잘라 역
- 진용욱 : 상처자국 역
- 이분홍 : 여자친구 역
- 김경민 : 검은늑대 역
- 김지연 : 작은달빛 역
- 이태검 : 곰 부족 대장 역
- 김수현 : 비너스
- 김광태 : 얍삽이
- 이지원 : 날쌘걸
- 이우성 : 친구 1
- 이원진 : 친구 2
- 임선미 : 어린 작은달빛 역
- 안미솔 : 검은늑대 아내 역
- 박상휘 : 전사 1 역
- 조홍우 : 전사 2 역
- 김효연 : 전사 3 역
- 이승연 : 여전사 역
- 김주승 : 소년 역
- 김윤아 : 노인 역

 2편 최초의 문명 
- 김대우 : 너울 역
- 이태검 : 더기 역
- 이상은 : 해미 역
- 최원 : 촌장 역
- 김남호 : 따지기 역
- 안현민 : 곡식장사 역
- 강덕중 : 어부 1 역
- 장현록 : 어부 2 역

 3편 국가의 탄생, 고조선 
- 강수호 : 준왕 역
- 이승훈 : 위만 역
- 최윤석 : 우거왕 역
- 장택중 : 재상 성기 역
- 이현수 : 한나라 무제 역
- 김성강 : 섭하 역
- 장우용 : 누선장군 양복 역
- 하이석 : 좌장군 순체 역
- 양경호 : 미상 역

 4편 민족의 여명, 부여로부터 
- 조장호 : 동명성왕 역
- 김지영 : 유화 역
- 우다영 : 소서노 역
- 홍정헌 : 비류 역
- 조지훈 : 온조 역
- 이상렬 : 미상 역

 5편 문명의 교차로, 백제 
- 정승교 : 근초고왕 역
- 최현준 : 마부 사기 역
- 최인순 : 일본인 역
- 박귀순 : 탁순국 왕 역
- 정진영 : 미상 역
- 지성환 : 미상 역 ㅡ 고구려 고국원왕
- 이건구 : 미상 역
- 허인구 : 미상 역
- 홍대영 : 미상 역
- 김종협 : 미상 역
- 유인석 : 미상 역
- 김희열 : 미상 역
- 김창박 : 미상 역
- 박진욱 : 미상 역
- 이관영 : 미상 역
- 박상용 : 미상 역
- 장용복 : 미상 역
- 이서율 : 미상 역 ㅡ 왕비 or 궁녀
- 서병덕 : 미상 역

 6편 새로운 질서, 고구려 
- 이도엽 : 광개토왕 역
- 우상전 : 장수왕 역
- 이봉규 : 도림 역
- 이승찬 : 아신왕 역
- 이준서 : 어린 광개토왕 역
- 김예소 : 어린 백성 역
- 강영구 : 개로왕 역
- 유상재 : 미상 역
- 서윤석 : 미상 역
- 차영철 : 미상 역
- 민경진 : 미상 역
- 민광득 : 미상 역
- 조수혁 : 미상 역
- 서승원 : 미상 역
- 김효은 : 미상 역 ㅡ 고구려 여인
- 박장현 : 미상 역

 7편 주변에서 중심으로, 신라 
- 김윤홍 : 진흥왕 역
- 김호중 : 성왕 역
- 류민정 : 지소태후 역
- 김은경 : 소비 부여씨 성왕의 딸 역
- 박병욱 : 위덕왕 부여창 역
- 백준혁 : 어린 진흥왕 역
- 고경진 : 미상 역
- 이재훤 : 미상 역
- 김요한 : 미상 역
- 이상준 : 미상 역

 8편 하늘의 자손, 수당에 맞서다 
- 최현수 : 당 태종 역
- 구중림 : 연개소문 역
- 성찬호 : 을지문덕 역
- 함진성 : 보장왕 역
- 승의열 : 미상 역
- 김광용 : 미상 역
- 이재훤 : 미상 역
- 정영호 : 미상 역
- 이태검 : 미상 역
- 신창호 : 미상 역
- 김남훈 : 미상 역
- 배성현 : 미상 역
- 배서현 : 미상 역

 9편 외세와 자주 김춘추의 선택 
- 박준혁 : 태종무열왕 김춘추 역
- 장대웅 : 김유신 역
- 서성하 : 김품석 역
- 최현수 : 당나라 태종 역
- 윤희석 : 문무왕 김법민 역
- 나미희 : 진덕여왕 역
- 전윤민 : 검일의 아내 역
- 함진성 : 보장왕 역
- 구중림 : 연개소문 역
- 안소리 : 선덕여왕 역
- 이종신 : 부여융 역
- 데이비드 이 : 소정방 역
- 허재훈 :  진지왕  역
- 김명기 : 미상 역
- 김준우 : 미상 역
- 변건우 : 미상 역
- 임우철 : 미상 역
- 백동현 :미상 역
- 송유수 : 미상 역
- 주성 : 미상 역
- 국중웅 : 미상 역
- 최희윤 : 미상 역
- 정호 : 미상 역
- 문예원 : 미상 역
- 노희중 : 미상 역

 10편 하나를 위하여 문무왕의 꿈 
- 윤희석 : 문무왕 김법민 역
- 장대웅 : 김유신 역
- 박준혁 : 태종무열왕 김춘추 역
- 이병철 : 당나라 고종 역
- 이종신 : 부여융 역
- 구중림 : 연개소문 역
- 김말구 :
- 이낙준 : 문훈 역
- 정철 : 안승 역
- 조영민 : 설오유 역
- 김창박 : 고연무 역
- 신유주 : 문명왕후 역
- 데이비드 이 : 소정방 역
- 김예담 : 어린 백성 역
- 박주경 : 어린 백성 역
- 박준형 : 어린 백성 역
- 윤서준 : 어린 백성 역
- 장지환 : 어린 백성 역
- 홍성호 : 설인귀 역
- 정호 : 미상 역
- 김재훈 : 미상 역
- 김호 : 미상 역
- 장해송 : 미상 역
- 임지환 : 미상 역
- 김도훈 : 미상 역
- 반상윤 : 미상 역
- 김주영 : 미상 역
- 공서연 : 미상 역

## 방송 회차
| 회차                           | 방송 일자       |
| ------------------------------ | --------------- |
| 프롤로그 - 우리는 누구인가?    | 2017년 1월 1일  |
| 1회 인간의 조건                | 2017년 1월 8일  |
| 2회 최초의 문명                | 2017년 1월 15일 |
| 3회 국가의 탄생 고조선         | 2017년 1월 29일 |
| 4회 민족의 여명 부여로부터     | 2017년 2월 5일  |
| 5회 문명의 교차로 백제         | 2017년 2월 12일 |
| 6회 새로운 질서 고구려         | 2017년 2월 19일 |
| 7회 주변에서 중심으로 신라     | 2017년 2월 26일 |
| 8회 하늘의 자손 수당에 맞서다  | 2017년 3월 5일  |
| 9회 외세와 자주 김춘추의 선택  | 2017년 3월 12일 |
| 10회 하나를 위하여 문무왕의 꿈 | 2017년 3월 19일 |

## 시청률
| 회차     | 방송 일자       | 전국 시청률(증감치) |
| -------- | --------------- | ------------------- |
| 프롤로그 | 2017년 1월 1일  | 5.1%                |
| 1회      | 2017년 1월 8일  | 4.6%                |
| 2회      | 2017년 1월 15일 | 3.7%                |
| 3회      | 2017년 1월 29일 | 5.2%                |
| 4회      | 2017년 2월 5일  | 4.8%                |
| 5회      | 2017년 2월 12일 | 4.2%                |
| 6회      | 2017년 2월 19일 | 5.2%                |
| 7회      | 2017년 2월 26일 | 4.5%                |
| 8회      | 2017년 3월 5일  | 5.1%                |
| 9회      | 2017년 3월 12일 | 4.2%                |
| 10회     | 2017년 3월 19일 | 4.9%                |